# The Death of Dick Long
Pour plus de détails, voir Fiche technique et Distribution.
The Death of Dick Long est un film américain réalisé par Daniel Scheinert, sorti en 2019.

## Synopsis
En Alabama, Zeke et Earl déposent Dick devant les urgences. Gravement blessé, il succombera.

## Fiche technique
- Titre : The Death of Dick Long
- Réalisation : Daniel Scheinert
- Scénario : Billy Chew
- Musique : Andy Hull et Robert McDowell
- Photographie : Ashley Connor
- Montage : Paul Rogers
- Production : Daniel Scheinert, Melodie Sisk et Jonathan Wang
- Société de production : A24 Films
- Société de distribution : A24 Films
- Pays :  États-Unis
- Genre : Comédie noire
- Durée : 100 minutes
- Dates de sortie : 
  - États-Unis : 27 septembre 2019

## Distribution
- Michael Abbott Jr. : Zeke Olsen
- Virginia Newcomb : Lydia Olsen
- Andre Hyland : Earl Wyeth
- Sarah Baker : l'officier Dudley
- Jess Weixler : Jane Long
- Poppy Cunningham : Cynthia Olsen
- Roy Wood Jr. : Dr Richter
- Sunita Mani : Lake Travis
- Janelle Cochrane : le shérif Spenser
- Daniel Scheinert : Dick Long
- Christopher Campbell : l'officier Mailer
- Randy Tumbleweed Smith : Troy
- Nancy McLemore : Mme Bennett

## Accueil
Le film a reçu un accueil favorable de la critique. Il obtient un score moyen de 69 % sur Metacritic.